# Primera División (Uruguay) 1932
Die Saison 1932 der Primera División war die 29. Spielzeit (die 1. der professionellen Ära) der höchsten uruguayischen Spielklasse im Fußball der Männer, der Primera División.
Die Primera División bestand in der Meisterschaftssaison des Jahres 1932 aus zehn Vereinen. Es fanden 27 Spieltage statt. Die Meisterschaft gewann Peñarol Montevideo.

## Jahrestabelle
| Pl. | Verein                    | Sp. | S  | U | N  | Tore    | Diff. | Punkte |
| --- | ------------------------- | --- | -- | - | -- | ------- | ----- | ------ |
| 1.  | Peñarol Montevideo        | 27  | 17 | 6 | 4  | 054:260 | +28   | 40     |
| 2.  | Rampla Juniors            | 27  | 14 | 7 | 6  | 066:320 | +34   | 35     |
| 3.  | Nacional Montevideo (M)   | 27  | 13 | 6 | 8  | 049:340 | +15   | 32     |
| 4.  | Club Atlético Defensor    | 27  | 12 | 7 | 8  | 051:410 | +10   | 31     |
| 5.  | Montevideo Wanderers      | 27  | 12 | 6 | 9  | 033:310 | +2    | 30     |
| 6.  | River Plate Montevideo    | 27  | 12 | 3 | 12 | 037:420 | −5    | 27     |
| 7.  | Central                   | 27  | 9  | 6 | 12 | 032:460 | −14   | 24     |
| 8.  | Bella Vista               | 27  | 8  | 7 | 12 | 030:350 | −5    | 23     |
| 9.  | Sud América               | 27  | 7  | 6 | 14 | 028:470 | −19   | 20     |
| 10. | Racing Club de Montevideo | 27  | 2  | 4 | 21 | 017:630 | −46   | 08     |

| (M) | Meister der vorangegangenen Saison |